# Ensalada

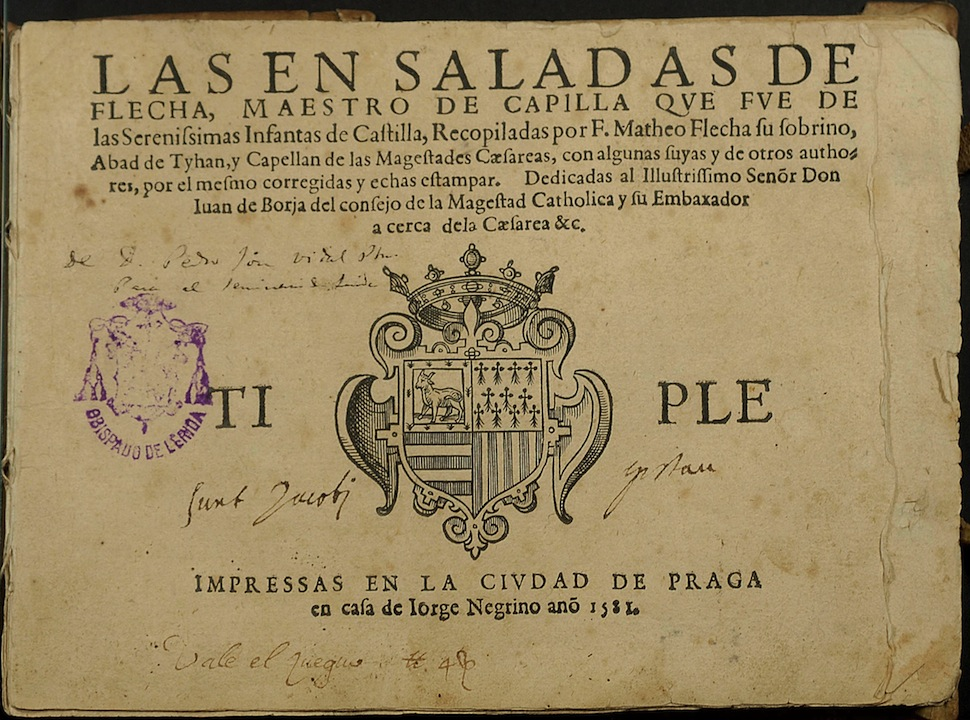
Titulní strana Las Ensaladas de Flecha, Praga, 1581

Ensalada (španělsky salát) je madrigalová forma, která vznikla v 16. století ve Španělsku. Název formy odkazuje na to, že tyto kompozice směšují duchovní a světská témata, hudebně pak vokální polyfonie s tématy lidových písní a tanců. Rovněž jazykově jsou zde míchány texty ve španělštině (případně portugalštině) a texty latinské. Obsahově pak texty přecházejí od morálních ponaučení až k nonsensovým refrénům, ve kterých je zvukomalbou navazována zvuková kulisa bitevní vřavy, rytířského souboje nebo bouře na moři.
Patrně nejznámějším autorem Ensaladas je Mateo Flecha starší. Jeho skladby publikoval v Praze v roce 1581 jeho synovec Mateo Flecha mladší v knize Las Ensaladas de Flecha. V knize jsou vedle jeho děl uvedeny ještě skladby dalších autorů: Francisco de Peñalosa, Bartomeu Càrceres, Pere Alberch Vila, Mateo Flecha mladší, neznámý F. Chacón a skladby anonymní.